# Bagrat Arutiunow
Bagrat Nikołajewicz Arutiunow (ros. Баграт Николаевич Арутюнов, ur. 19 października?/31 października 1889 w Tyflisie, zm. 24 stycznia 1953) – radziecki działacz państwowy, szef transportu kolejowego, Bohater Pracy Socjalistycznej (1943).

## Życiorys
Urodził się w rodzinie ormiańskiej. W 1907 ukończył szkołę rzemieślniczą w Tbilisi, pracował jako ślusarz w zakładzie mechanicznym, w 1925 został kierownikiem szkoły fabryczno-zawodowej, później zajmował stanowiska kierownicze w związkach zawodowych. Od 1931 był szefem Tyfliskiego Zakładu Remontowego Lokomotyw w Tyflisie. W 1933 został wybrany na członka Komitetu Centralnego Komunistycznej Partii (bolszewików) Gruzji i powołany na kierownika Cziaturskiego Trustu Manganowego. Od 1937 był szefem Kolei Zakaukaskich; w 1939 został powołany na stanowisko pierwszego zastępcy komisarza kolei ZSRR.
Podczas II wojny światowej był odpowiedzialny za pracę zakładów transportu kolejowego i odpowiadał za dostarczanie przez nich amunicji oraz za dostawy produktów naftowych dla frontu i zakładów przemysłu obronnego.
Po wojnie (1946) kierował Kaukaskim Okręgiem Kolei (magistrale Północno-Kaukaska, Ordżonikidzewska i Zakaukaska). Od 1951 był wiceministrem metalurgii żelaza do spraw transportu.
Pochowany na moskiewskim Cmentarzu Nowodziewiczym.

## Odznaczenia
- Medal Sierp i Młot Bohatera Pracy Socjalistycznej (15 listopada 1943)
- Order Lenina (trzykrotnie - 23 listopada 1939, 24 listopada 1942 i 15 listopada 1943)
- Order Kutuzowa I klasy (29 lipca 1945)
- Order Wojny Ojczyźnianej I klasy (24 lutego 1945)

I inne.